# Ruth Fuchs
Ruth Fuchs (Egeln, 14 dicembre 1946 – Jena, 20 settembre 2023) è stata una giavellottista e politica tedesca.

## Biografia

### Inizi
Ruth ha iniziato a praticare atletica leggera a scuola. Nel 1964 ha frequentato la facoltà di medicina a Chemnitz, dove nel 1966 ha ricevuto il titolo di medico e assistente tecnica. Lo stesso anno si è sposata per la prima volta. Nel 1981 si è laureata alla scuola di Lipsia e ha cominciato ad insegrare educazione fisica.
Nel 1968 si trasferì al centro SC Motor Jena ed è stata allenata da Karl Hellman, suo secondo marito. Nel 1970 ha ottenuto grandi risultati con il lancio del giavellotto, superando i 60 metri.

### Olimpiadi
Nel 1972 e 1976 ha partecipato alle Olimpiadi di Monaco di Baviera e Montréal, gareggiando nel giavellotto, vincendo in entrambe le edizioni la medaglia d'oro.
Alle Olimpiadi di Mosca del 1980 è arrivata solo ottava. Ruth ha stabilito 8 record mondiali, l'ultimo nel 1980 con 69,96 metri.
Terminata l'attività sportiva ha ammesso l'uso di sostanze dopanti durante buona parte della sua carriera.

### Post Olimpiadi
Dal 1984 all'agosto 1991 ha lavorato come assistente alla Friedrich-Schiller-University a Jena.
Nel 1990 è stata membro del Comitato per la Gioventù e dello Sport. Dal 3 ottobre fino al 20 dicembre, è stata poi deputata del Bundestag per il partito democratico socialista.

## Palmarès
| Anno | Manifestazione  | Sede     | Evento                 | Risultato | Prestazione | Note                  |
| ---- | --------------- | -------- | ---------------------- | --------- | ----------- | --------------------- |
| 1971 | Europei         | Helsinki | Lancio del giavellotto | Bronzo    | 59,16 m     |                       |
| 1972 | Giochi olimpici | Monaco   | Lancio del giavellotto | Oro       | 63,88 m     | Record olimpico       |
| 1974 | Europei         | Roma     | Lancio del giavellotto | Oro       | 67,22 m     | Record dei campionati |
| 1976 | Giochi olimpici | Montréal | Lancio del giavellotto | Oro       | 65,94 m     | Record olimpico       |
| 1978 | Europei         | Praga    | Lancio del giavellotto | Oro       | 69,16 m     | Record dei campionati |
| 1980 | Giochi olimpici | Mosca    | Lancio del giavellotto | 8ª        | 63,94 m     |                       |

## Altre competizioni internazionali
1970
- Coppa Europa di atletica leggera ( Budapest)

1973
- Coppa Europa di atletica leggera ( Edimburgo)

1975
- Coppa Europa di atletica leggera ( Nizza)

1977
- Coppa Europa di atletica leggera ( Helsinki)

1979
- Coppa Europa di atletica leggera ( Torino)